# Illice interrupta
Illice interrupta là một loài bướm đêm thuộc phân họ Arctiinae, họ Erebidae.